# Thomas Nitzsche

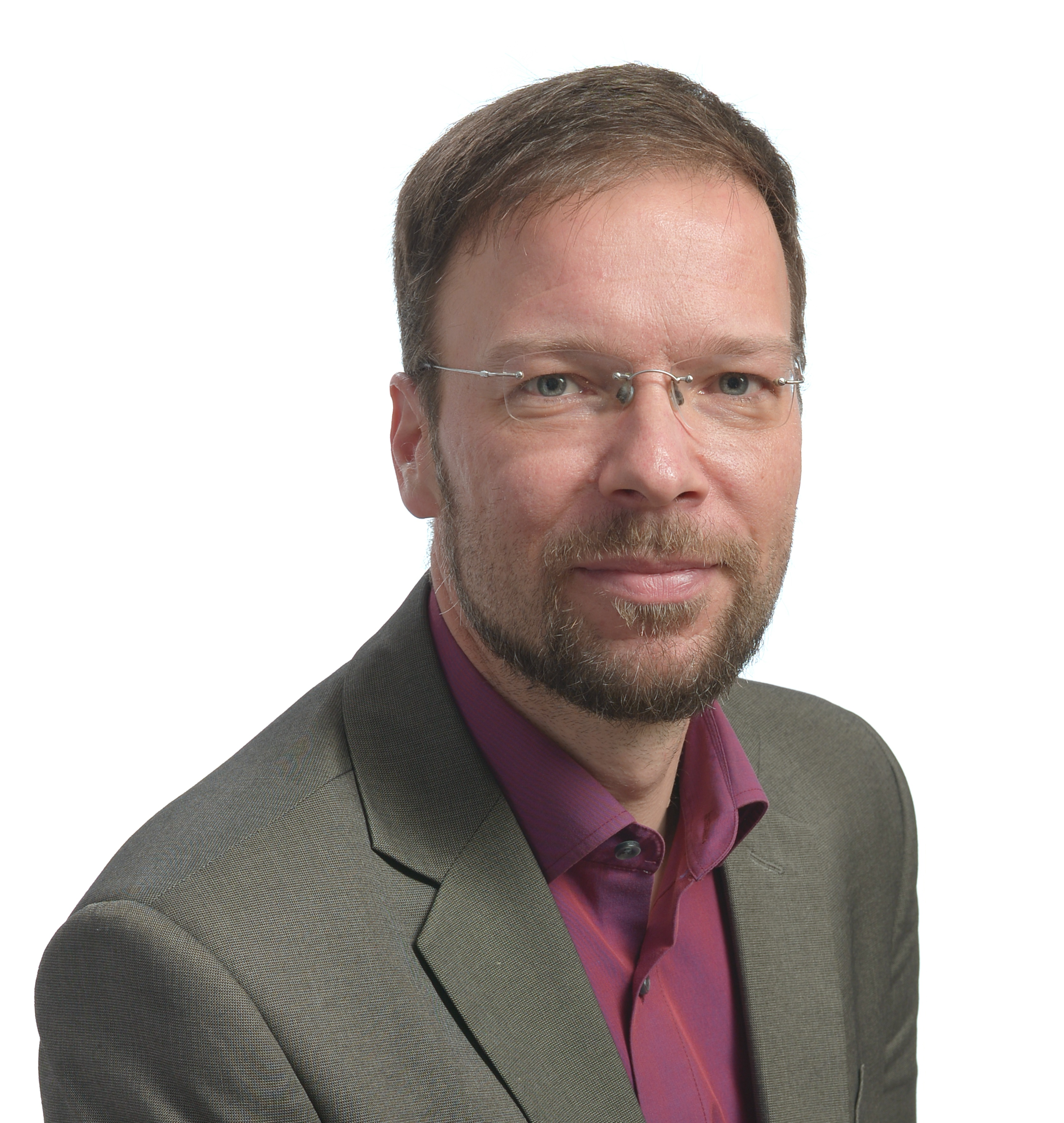
Thomas Nitzsche (2018)

Thomas Nitzsche (* 1. Dezember 1975 in Zeulenroda) ist ein deutscher Politiker (FDP) und seit dem 1. Juli 2018 Oberbürgermeister von Jena.

## Werdegang
Nitzsche besuchte von 1982 bis 1991 die Polytechnische Oberschule „Hubert Westhoff“ in Zeulenroda, anschließend das Carl-Zeiss-Gymnasium in Jena und legte dort 1994 das Abitur ab. Ab 1995 studierte er Anglistik und Politikwissenschaften an der Friedrich-Schiller-Universität. Von einem Jahr in Glasgow und einem Vierteljahr in Salamanca abgesehen, blieb er hier bis zur Promotion. Vom ersten Semester bis zu seinem Magister war Nitzsche wissenschaftliche Hilfskraft des späteren Rektors Klaus Dicke. Seine 2007 abgeschlossene Promotion schrieb er über den liberalen Spanier Salvador de Madariaga. Von 2008 bis zu seinen Amtsantritt als Bürgermeister war Nitzsche Fachreferent der Thüringer Universitäts- und Landesbibliothek.

## Politik

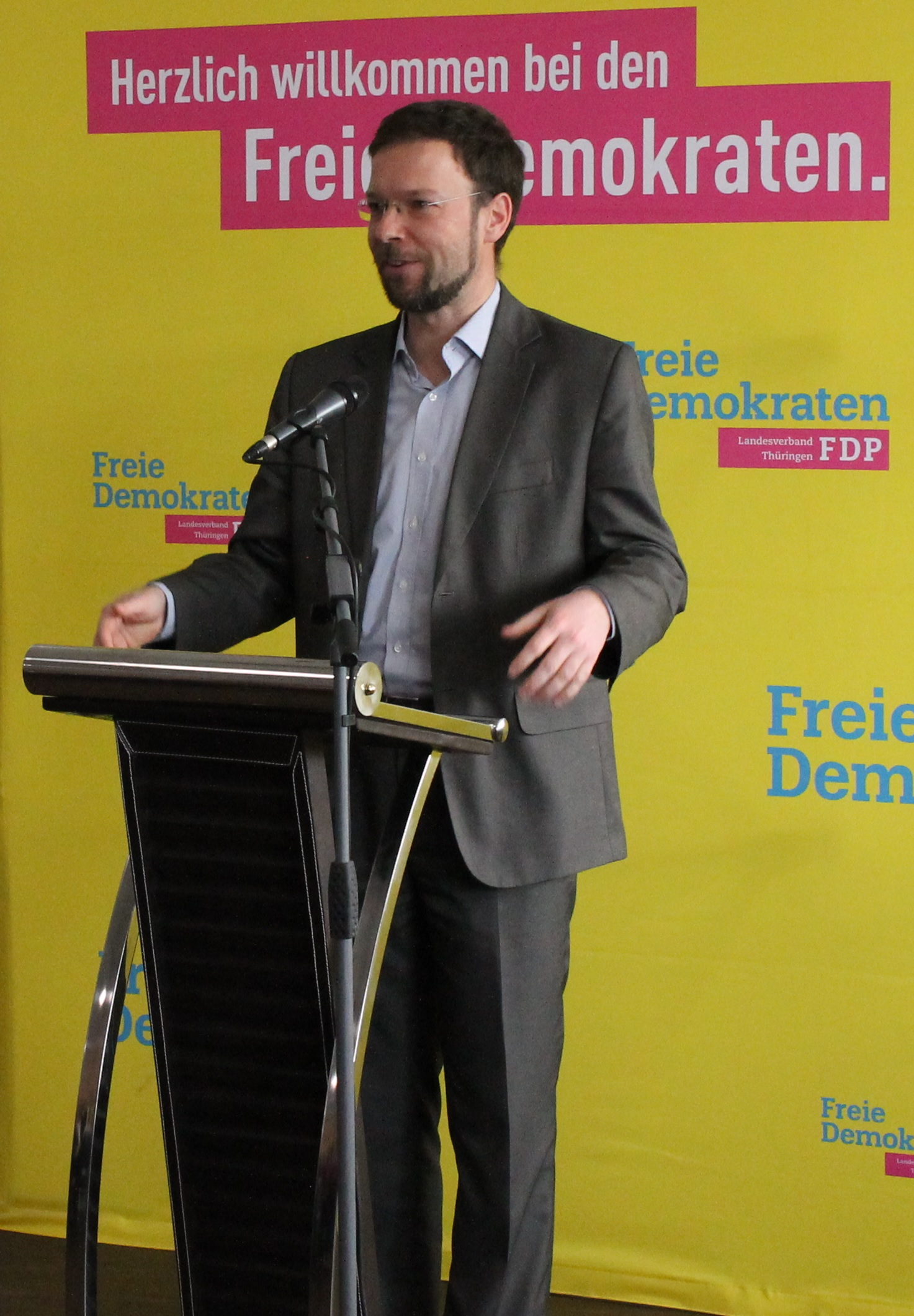
Nitzsche bei einer Wahlkampfveranstaltung im Frühjahr 2018

2003 wurde Nitzsche Kreisvorsitzender der Jungen Liberalen in Jena, 2007 der FDP. Seit 2009 sitzt er im Stadtrat von Jena. Bei den Kommunalwahlen in Thüringen 2012 bewarb er sich erstmals für das Amt des Jenaer Oberbürgermeisters und erhielt 2,4 % der Stimmen. Für die Bundestagswahl 2013 kandidierte er im Bundestagswahlkreis Gera – Jena – Saale-Holzland-Kreis. Nitzsche ist stellvertretender Landesvorsitzender der FDP Thüringen. Im Stadtrat von Jena war er Vorsitzender des Jugendhilfe-, des Schulentwicklungs- und des Kita-Unterausschusses. Bis zu seiner Wahl leitete er den Beirat Kfz-Verkehr der Stadt Jena und war als sachkundiger Bürger Mitglied im Stadtentwicklungsausschuss.
Zu den Kommunalwahlen in Thüringen 2018 trat Nitzsche als Oberbürgermeisterkandidat der FDP in Jena an. Im ersten Wahlgang am 15. April 2018 befand er sich dabei im mit neun Kandidaten größten Teilnehmerfeld des Freistaats und erhielt mit 26,9 Prozent die meisten Stimmen. Damit gaben Nitzsche „überraschend“ mehr Stimmberechtigte ihre Stimme als dem Amtsinhaber von der SPD Albrecht Schröter. In der Stichwahl am 29. April 2018 setzte sich Nitzsche gegen Schröter schließlich mit 63,3 Prozent der Stimmen durch. 
Zu Beginn der COVID-19-Pandemie in Deutschland war Nitzsche der erste Oberbürgermeister in Deutschland, der Ende März die Bürger zum Tragen eines Mund-Nasen-Schutzes aufforderte. Einige Tage später wurde dies in Jena zur Pflicht. 
Die Maskenpflicht in Geschäften, öffentlichen Verkehrsmitteln und am Arbeitsplatz wurde am 6. April 2020 eingeführt und damit ungefähr drei Wochen früher als im übrigen Deutschland.
Nitzsche sagte dazu im Juli 2020: „Die Maske ist eines der effizientesten, wirksamsten, zugleich aber auch mildesten Mittel, die wir haben, um das Virus einzudämmen. Die Maske ist zuerst Schutz, nicht zuerst Last. Das Tragen einer Maske ist unbequem, aber kein Eingriff in die Grundrechte.“.

## Privates
Nitzsche ist seit 1998 verheiratet. Das Ehepaar hat eine Tochter und einen Sohn.

## Publikationen
- Thomas Nitzsche: Salvador de Madariaga: Liberaler – Spanier – Weltbürger. Der Weg eines politischen Intellektuellen durch das Europa des 20. Jahrhunderts. Univ.-Diss., Jena 2007.